# Duroia laevis
Duroia laevis är en måreväxtart som beskrevs av Devia Perss. och Charlotte M. Taylor. Duroia laevis ingår i släktet Duroia och familjen måreväxter. Inga underarter finns listade i Catalogue of Life.